# Конституция Гайаны
Конституция 1980 года подтвердила статус Гайаны как кооперативной республики в рамках Содружества наций. Она определяет кооперативную республику как обладающую следующими атрибутами: политической и экономической независимостью, государственной собственностью на средства производства, гражданами, организованными в группы, такие как кооперативы и профсоюзы, и экономикой, управляемой на основе национального экономического планирования. Конституция гласит, что страна является демократическим и светским государством на этапе перехода от капитализма к социализму и что конституция является высшим законом в стране, имеющим приоритет над всеми другими законами.
Конституция гарантирует свободу религии, слова, ассоциаций и передвижения и запрещает дискриминацию. Она также предоставляет каждому гражданину Гайаны право на труд, на получение бесплатного образования и бесплатного медицинского обслуживания, а также на владение личной собственностью; он также гарантирует равную оплату труда для женщин. Однако свобода выражения мнений и другие политические права ограничены национальными интересами и обязанностью государства обеспечивать справедливость при распространении информации среди общественности.
Государственные функции распределяются между тремя «Высшими органами демократической власти»: исполнительным президентом, кабинетом министров и Национальной ассамблеей. Из этих трех ветвей власти исполнительный президент на практике обладает почти неограниченными полномочиями.